# Nueva Esperancita
Nueva Esperancita är en ort i Mexiko.   Den ligger i kommunen Motozintla och delstaten Chiapas, i den sydöstra delen av landet, 900 km sydost om huvudstaden Mexico City. Nueva Esperancita ligger 1 805 meter över havet och antalet invånare är 104.
Terrängen runt Nueva Esperancita är bergig åt sydväst, men åt nordost är den kuperad. Terrängen runt Nueva Esperancita sluttar västerut. Runt Nueva Esperancita är det ganska tätbefolkat, med 134 invånare per kvadratkilometer. Närmaste större samhälle är Motozintla de Mendoza, 11,8 km norr om Nueva Esperancita. I omgivningarna runt Nueva Esperancita växer i huvudsak städsegrön lövskog.